# Spirorbis laxus
Spirorbis laxus är en ringmaskart. Spirorbis laxus ingår i släktet Spirorbis och familjen Serpulidae. Inga underarter finns listade i Catalogue of Life.